# Gonzalagunia haitiensis
Gonzalagunia haitiensis är en måreväxtart som beskrevs av Ignatz Urban och Erik Leonard Ekman. Gonzalagunia haitiensis ingår i släktet Gonzalagunia och familjen måreväxter.
Artens utbredningsområde är Haiti. Inga underarter finns listade i Catalogue of Life.